# A Night at the Opera (Queen-Album)
A Night at the Opera ist das 1975 erschienene vierte Studioalbum der britischen Rockgruppe Queen. Der Titel stammt vom gleichnamigen Film der Marx Brothers aus dem Jahre 1935.

## Das Album
Die Aufnahmen für A Night at the Opera fanden von August bis November 1975 statt. Das am 21. November veröffentlichte Album verblieb 50 Wochen in den britischen Charts und erreichte dort Platz 1. Außerdem erreichte es in Neuseeland und den Niederlanden den 1. Platz. Mit dreifacher Platin-Auszeichnung war das Album, wenngleich es nur den 2. Platz in den Charts erreichte, auch in den Vereinigten Staaten ein großer kommerzieller Erfolg. Es gilt bei vielen als eine der größten Leistungen der Band.
Vom 14. November 1975 bis 22. April 1976 war die Band mit A Night at the Opera auf Tournee durch Großbritannien, die Vereinigten Staaten, Japan und Australien.
2005 wurde das Album zum 30. Jubiläum seiner Veröffentlichung in einer Spezialedition auf DVD herausgebracht, auf der die Songs mit zum Teil neu zusammengestellten Videos veröffentlicht wurden.
2003 wurde es von der US-amerikanischen Musikzeitschrift Rolling Stone publizierte Liste der „500 besten Alben aller Zeiten“ auf Platz 230 gewählt. In der Liste von 2020 belegt das Album Platz 128.
Genau wie beim Nachfolgealbum A Day at the Races wird im Titel des Albums der Name eines Films der Marx Brothers zitiert.

## Titelliste
Seite 1:
1. Death on Two Legs (Dedicated to…) (Mercury) – 3:43
2. Lazing on a Sunday Afternoon (Mercury) – 1:07
3. I’m in Love with My Car (Taylor) – 3:05
4. You’re My Best Friend (Deacon) – 2:52 a
5. ’39 (May) – 3:31
6. Sweet Lady (May) – 4:04
7. Seaside Rendezvous (Mercury) – 2:16

Seite 2:
1. The Prophet’s Song (May) – 8:21
2. Love of My Life (Mercury) – 3:39
3. Good Company (May) – 3:23
4. Bohemian Rhapsody (Mercury) – 5:55 a
5. God Save the Queen (Arr. May) – 1:15

## Singleveröffentlichungen
Zu dem Album wurden zwei Singles veröffentlicht:
Bohemian Rhapsody
B-Seite: I’m in Love with My Car
Bohemian Rhapsody erreichte in sechs Ländern die erste Position der Charts sowie in 3 weiteren Top-10-Platzierungen.
You’re My Best Friend
B-Seite: ’39
You’re My Best Friend erreichte im Vereinigten Königreich und den Niederlanden einen Top-10-Platz der dortigen Charts, in zwei weiteren die Top-20.

## Informationen zu den einzelnen Liedern

### Death on Two Legs (Dedicated to…)
Das Lied, das von Freddie Mercury geschrieben wurde, ist ihrem Manager Norman Sheffield gewidmet, der die Band nach deren Aussage ausbeutete, indem er ihnen zu wenig Geld für die Produktion und auch von den Einnahmen durch die Lieder gab. Das Lied ist hierbei das letzte Wort zur Trennung gegenüber dem ehemaligen Manager.

### Lazing on a Sunday Afternoon
Das von Freddie Mercury geschriebene Stück ist nur knapp über eine Minute lang. Es beschreibt eine ereignisreiche, für das Lyrische Ich aber offensichtlich normale Woche, die mit Faulenzen am Sonntag beendet wird.

### I’m in Love with My Car
Roger Taylor schrieb dieses Lied für den Queen-Roadie John Harris. Taylor mochte das Lied so sehr, dass er darauf bestand, es als B-Seite für Bohemian Rhapsody zu verwenden. Die Motorgeräusche, die man hört, stammen von dem Auto, das Taylor damals fuhr. Das Stück wurde viele Jahre später auch in Werbespots für die Automarke Jaguar verwendet.

### You’re My Best Friend
Das Lied wurde von John Deacon für seine Frau Veronica Tetzlaff geschrieben. In der Studioaufnahme spielt er neben dem E-Bass ein Wurlitzer E-Piano, dessen typischer Klang das Lied prägt. Bei Live-Auftritten spielt Freddie Mercury einen Flügel anstelle des E-Pianos. Die Pop-Ballade ist in C-Dur geschrieben und verwendet einen gemäßigten 4/4 Takt. Das Lied wurde als zweite Singleauskopplung auch als Single veröffentlicht.

### ’39
Das Lied wurde von Brian May geschrieben und erschien als B-Seite der Single You’re My Best Friend. Der Text handelt von einem Raumfahrer, der bei nahezu Lichtgeschwindigkeit durchs Weltall reist. Als er und seine Crew zurückkommen, ist seine Frau schon lange tot, weil die Raumfahrer aufgrund der Zeitdilatation nur ein Jahr gealtert sind, auf der Erde jedoch 100 Jahre vergangen sind. Das Lied ist sehr bass- und gitarrenlastig und ähnelt einem Country- oder Folkstück.

### Sweet Lady
Das von Brian May geschriebene Lied ist das einzige Hard-Rock-Stück des Albums.

### Seaside Rendezvous
Das von Freddie Mercury geschriebene Lied mutet durch den Ragtime-Sound und den Text wie ein 1930er-Jahre-Song an. Roger Taylor sang auf diesem Lied die höchste Note des Albums, ein C6 (entspricht dem dreigestrichenen c). Im Mittelteil des Liedes imitieren Mercury und Taylor mit ihren Stimmen Blasinstrumente wie Trompeten und Saxophone.

### The Prophet’s Song
Das Lied wurde von Brian May geschrieben und ist mit über 8 Minuten das längste des Albums. Ebenso wie Bohemian Rhapsody ist es in mehrere Abschnitte gegliedert, die sich untereinander stark unterscheiden. Der Text handelt von einem Propheten, der vor dem Weltuntergang warnt, jedoch nicht gehört wird. Die Idee dazu hatte May nach einem Traum von einer großen Sintflut. May begleitet das Lied mit einer Spielzeug-Koto.

### Love of My Life
Das von Freddie Mercury geschriebene Lied wurde schnell ein Favorit der Fans. In der Studioversion spielt Brian May hier eine Harfe, in der Liveversion verwendet er stattdessen eine Gitarre. Freddie Mercury spielt dazu noch Piano.

### Good Company
Das von Brian May geschriebene Lied klingt wie ein Dixieland-Stück, allerdings imitierte er alle Instrumente des Arrangements mit Gitarren. Der Grundrhythmus des Stücks wird von einer Ukulele bestimmt. Mercury war an der Aufnahme nicht beteiligt.

### Bohemian Rhapsody
Das von Freddie Mercury geschriebene Lied, das weltweit über 5 Millionen Mal verkauft wurde, wurde der erste Nummer-eins-Hit von Queen. Das Lied erreichte zweimal die Spitze der britischen Charts: einmal nach der Veröffentlichung und einmal nach Freddie Mercurys Tod. Für die sehr aufwendigen und langwierigen Aufnahmen des Liedes wurden vier zusätzliche Tonstudios angemietet. Insgesamt kostete die Aufnahme 35.000 £.

### God Save the Queen
Dieses von Brian May geschriebene instrumentale Arrangement der britischen Nationalhymne wurde auf fast allen Konzerten von Queen aufgeführt.

## Kommerzieller Erfolg

### Chartplatzierungen
Das Album erreichte in Großbritannien, Neuseeland und den Niederlanden den 1. Platz in den dortigen Charts. Auch in 6 weiteren Ländern erreichte es Top-10-Positionen.
| ChartsChartplatzierungen       | Höchstplatzierung | Wochen/ Monate |
| ------------------------------ | ----------------- | -------------- |
| Deutschland (GfK)              | 5 (6 Mt.)         | 6 Mt.          |
| Österreich (Ö3)                | 9 (7 Wo.)         | 7 Wo.          |
| Schweiz (IFPI)                 | 69 (8 Wo.)        | 8 Wo.          |
| Vereinigte Staaten (Billboard) | 4 (57 Wo.)        | 57 Wo.         |
| Vereinigtes Königreich (OCC)   | 1 (72 Wo.)        | 72 Wo.         |

| ChartsJahrescharts (1976) | Platzierung |
| ------------------------- | ----------- |
| Deutschland (GfK)         | 29          |

### Auszeichnungen für Musikverkäufe
| Land/Region                  | Auszeichnungen für Musikverkäufe (Land/Region, Auszeichnung, Verkäufe) | Verkäufe  |
| ---------------------------- | ---------------------------------------------------------------------- | --------- |
| Argentinien (CAPIF)          | 2× Platin                                                              | 120.000   |
| Australien (ARIA)            | 2× Platin                                                              | 100.000   |
| Belgien (BRMA)               | Gold                                                                   | 25.000    |
| Dänemark (IFPI)              | Platin                                                                 | 20.000    |
| Deutschland (BVMI)           | Platin                                                                 | 500.000   |
| Finnland (IFPI)              | Gold                                                                   | 20.000    |
| Italien (FIMI)               | Platin                                                                 | 50.000    |
| Japan (RIAJ)                 | Platin                                                                 | 250.000   |
| Kanada (MC)                  | Platin                                                                 | 100.000   |
| Neuseeland (RMNZ)            | 2× Platin                                                              | 40.000    |
| Niederlande (NVPI)           | 2× Platin                                                              | 200.000   |
| Österreich (IFPI)            | Gold                                                                   | 25.000    |
| Polen (ZPAV)                 | 2× Platin                                                              | 40.000    |
| Spanien (Promusicae)         | Gold                                                                   | 100.000   |
| Vereinigte Staaten (RIAA)    | 3× Platin                                                              | 3.000.000 |
| Vereinigtes Königreich (BPI) | Platin                                                                 | 300.000   |
| Insgesamt                    | 4× Gold · 19× Platin ·                                                 | 4.890.000 |

Hauptartikel: Queen (Band)/Auszeichnungen für Musikverkäufe